# Žalm 16

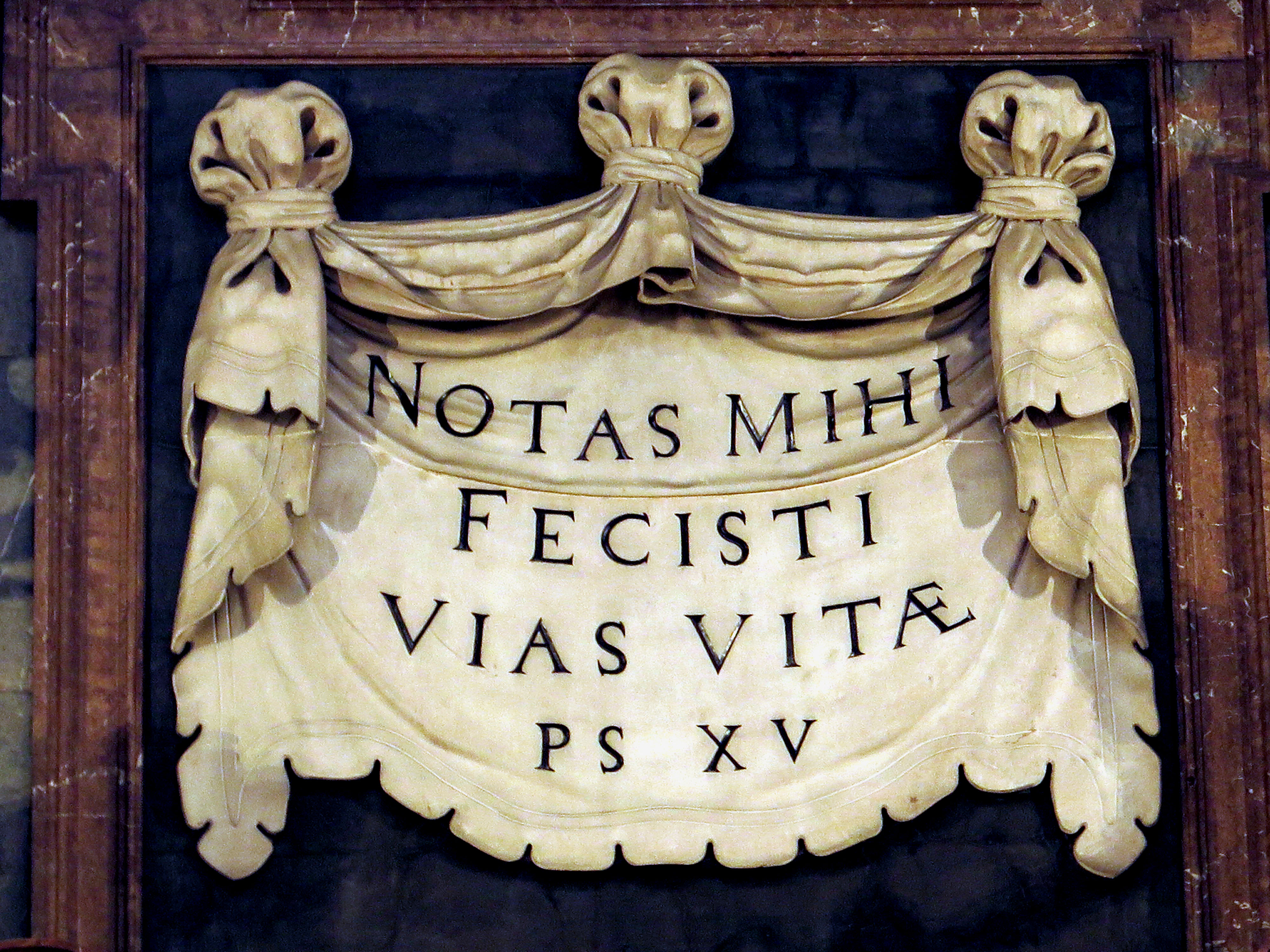
Úryvek ze žalmu 16 v Katedrále svatého Ruperta a Virgila v Salcburku

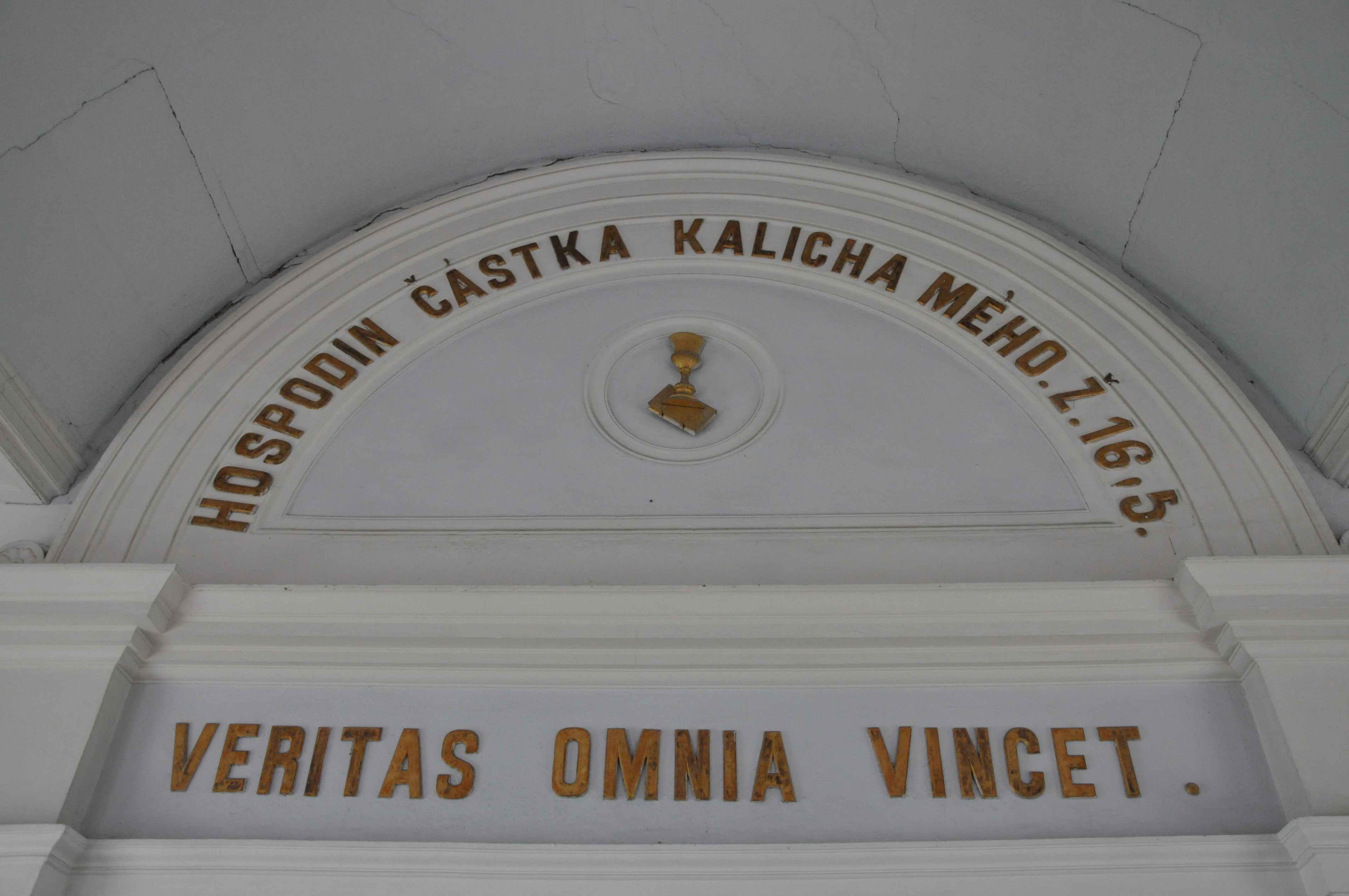
Úryvek ze žalmu 16 v evangelickém kostele v Kloboukách u Brna

Žalm 16 (Ochraňuj mě, Bože, utíkám se k tobě!, lat. Conserva me Domine quoniam in te speravi, podle řeckého překladu žalm 15) je součástí starozákonní Knihy žalmů. Je součástí liturgie většiny křesťanských církví i v judaismu.

## Text
| verš | hebrejský originál                                                  | český překlad | latinský překlad (Vulgata) |
| ---- | ------------------------------------------------------------------- | --- | --- |
| 1    | מִכְתָּם לְדָוִד: שָׁמְרֵנִי אֵל, כִּי-חָסִיתִי בָךְ                                    | Pamětní zápis ; Davidův. Ochraňuj mě, Bože, utíkám se k tobě!                                                              | [Tituli inscriptio ipsi David] Conserva me Domine quoniam in te speravi                                                                                |
| 2    | אָמַרְתְּ לַיהוָה, אֲדֹנָי אָתָּה; טוֹבָתִי, בַּל-עָלֶיךָ                                | Pravím Hospodinu: „Ty jsi, Panovníku, moje dobro, nad tebe není.“                                                          | Dixi Domino Dominus meus es tu quoniam bonorum meorum non eges                                                                                         |
| 3    | לִקְדוֹשִׁים, אֲשֶׁר-בָּאָרֶץ הֵמָּה; וְאַדִּירֵי, כָּל-חֶפְצִי-בָם                           | Svatým, těm, kteří jsou v této zemi, pravím , těm vznešeným, jež jsem si oblíbil nade všechno:                             | Sanctis qui sunt in terra eius mirificavit mihi ; omnes voluntates meas in eis                                                                         |
| 4    | יִרְבּוּ עַצְּבוֹתָם, אַחֵר מָהָרוּ:בַּל-אַסִּיךְ נִסְכֵּיהֶם מִדָּם; וּבַל-אֶשָּׂא אֶת-שְׁמוֹתָם, עַל-שְׂפָתָי | „Útrapy si rozmnožují, kdo běhají za jinými bohy . Ani trochu krve v úlitbu jim nedám, jejich jméno nepřejde mi přes rty.“ | Multiplicatae sunt infirmitates eorum postea adceleraverunt non congregabo conventicula eorum de sanguinibus nec memor ero nominum eorum per labia mea |
| 5    | יְהוָה, מְנָת-חֶלְקִי וְכוֹסִי-- אַתָּה, תּוֹמִיךְ גּוֹרָלִי                             | Hospodin je podíl mně určený, je můj kalich; můj los držíš pevně, Hospodine.                                               | Dominus pars hereditatis meae et calicis mei tu es qui restitues hereditatem meam mihi                                                                 |
| 6    | חֲבָלִים נָפְלוּ-לִי, בַּנְּעִמִים; אַף-נַחֲלָת, שָׁפְרָה עָלָי                            | Měřicí provazce mi padly v kraji blaha, moje dědictví je velkolepé!                                                        | Funes ceciderunt mihi in praeclaris etenim hereditas mea praeclara est mihi                                                                            |
| 7    | אֲבָרֵךְ--אֶת-יְהוָה, אֲשֶׁר יְעָצָנִי; אַף-לֵילוֹת, יִסְּרוּנִי כִלְיוֹתָי                   | Dobrořečím Hospodinu, on mi radí, i v noci mě moje ledví napomíná.                                                         | Benedicam Domino qui tribuit mihi intellectum insuper et usque ad noctem increpaverunt me renes mei                                                    |
| 8    | שִׁוִּיתִי יְהוָה לְנֶגְדִּי תָמִיד: כִּי מִימִינִי, בַּל-אֶמּוֹט                           | Hospodina stále před oči si stavím, je mi po pravici, nic mnou neotřese.                                                   | Providebam Dominum in conspectu meo semper quoniam a dextris est mihi ne commovear                                                                     |
| 9    | לָכֵן, שָׂמַח לִבִּי--וַיָּגֶל כְּבוֹדִי; אַף-בְּשָׂרִי, יִשְׁכֹּן לָבֶטַח                        | Proto se mé srdce raduje a moje sláva jásá, v bezpečí přebývá i mé tělo,                                                   | Propter hoc laetatum est cor meum et exultavit lingua mea insuper et caro mea requiescet in spe                                                        |
| 10   | כִּי, לֹא-תַעֲזֹב נַפְשִׁי לִשְׁאוֹל; לֹא-תִתֵּן חֲסִידְךָ, לִרְאוֹת שָׁחַת                     | neboť v moci podsvětí mě neponecháš, nedopustíš, aby se tvůj věrný octl v jámě.                                            | Quoniam non derelinques animam meam in inferno non dabis sanctum tuum videre corruptionem notas mihi fecisti                                           |
| 11   | תּוֹדִיעֵנִי, אֹרַח חַיִּים:שֹׂבַע שְׂמָחוֹת, אֶת-פָּנֶיךָ; נְעִמוֹת בִּימִינְךָ נֶצַח              | Stezku života mi dáváš poznat; vrcholem radosti je být s tebou, ve tvé pravici je neskonalé blaho.                         | vias vitae adimplebis me laetitia cum vultu tuo delectatio in dextera tua usque in finem                                                               |

## Novozákonní odkazy
Žalm 16 je dvakrát citován v knize Skutků apoštolů (Sk 2, 25-28 a Sk 13,35) a v obou případech je jeho výpověď (jako prorocká) vztažena ke Kristovu zmrtvýchvstání.

## Užití v liturgii

### V křesťanství
V římskokatolické církvi se užívá při modlitbě hodinek během kompletáře každý čtvrtek a o nešporách v sobotu prvního týdne.

### V judaismu
V židovské liturgii je žalm podle siduru součástí ranní modlitby v části zvané Šir šel jom („Píseň pro tento den“), a to v domě truchlícího nebo v synagoze po pohřbu blízkého příbuzného ve dnech, kdy se nerecituje Tachanun. Žalm je též recitován při svátku Pirkej Avot. Spis Šimuš Tehilim („Užití Žalmů“), jehož autorem je zřejmě židovský učenec Chaj Ga'on (939–1038), navíc uvádí, že recitace 16. žalmu pomáhá usvědčit zloděje, probouzí intelektuální zdatnost a schopnost předcházet nepřátelství či takovému jednání, které by mohlo způsobit nějaké dlouhodobé problémy.

## Užití v hudbě
Mezi významná hudební zpracování žalmu 16 patří díla těchto autorů:
- Marc-Antoine Charpentier, Conserva me Domine (H.230, 1699)
- Georg Friedrich Händel